# Atentados de Amán de 2005
Los atentados del 9 de noviembre de 2005 en Amán fueron una serie de acciones terroristas coordinadas contra tres hoteles en la capital jordana el 9 de noviembre de 2005. Las explosiones, en el Grand Hyatt Hotel, el Radisson SAS Hotel y el Days Inn, comenzaron alrededor de las 20:50, hora local (18:50 UTC) en el Grand Hyatt.

## Datos actuales
El primer ministro jordano Marwan al-Muasher comunicó que al menos 67 personas habían muerto y 300 más habían resultado heridas. Según un oficial jordano, el Mayor Bashir al-Da'aja, las autoridades locales han confirmado una serie de ataques suicidas como la causa de las explosiones. Dos de las deflagraciones fueron causadas, según testigos, por terroristas suicidas, mientras que la tercera fue ejecutada mediante un coche bomba. Las autoridades también han confirmado que la explosión en el Radisson, la mayor de las tres, afectó a una boda con más de 300 invitados. El director de cine sirio Mustafa Akkad fue herido gravemente y murió días después por los daños; su hija Rima murió al instante . Akkad dirigió "El mensaje: La historia del Islam".

## Autoría de los ataques
Miembros del gobierno jordano han culpado del ataque al grupo terrorista islámico al Qaeda, que cuenta con Abu Musab al-Zarqawi, un jordano suní, entre sus líderes. "Los ataques llevan el sello de al Qaeda", dijo un policía. Dos agentes de inteligencia de Estados Unidos estuvieron de acuerdo, describiendo el estilo de los ataques como propio de al-Zarqawi, quien anteriormente había ensayado ataques fuera de Irak. Finalmente, ha habido voces de alarma de que los ataques ocurran en Jordania, debidas en parte a su cercanía a Irak, pero también debido a la cooperación de su gobierno en la, así llamada por Estados Unidos, guerra contra el terrrorismo.
Quizá lo más notorio es que el Radisson hotel ya fue un objetivo de al Qaeda durante los planes de ataque del año 2000. La policía jordana desarticuló la tentativa original tras arrestar a Khadr Abu Hoshar, un terrorista palestino, junto con otras 15 personas el 12 de diciembre de 1999. Los tres hoteles son frecuentados por periodistas americanos y europeos, hombres de negocios y diplomáticos incluyendo muchos israelíes. La ciudad misma ha sido descrita como una puerta de paso para occidentales hacia Bagdad e Irak en su conjunto, llevando a muchos a vislumbrar la posibilidad de una conexión entre los atentados de Amán y la guerra de Irak.

## Reacciones
Abdullah II, el rey de Jordania, anunció que «la justicia perseguiría a los criminales» y condenó los ataques. El secretario general de la ONU, Kofi Annan, tenía programado visitar Jordania el 10 de noviembre de 2005, pero pospuso el viaje debido a los atentados. Ha hecho pública una declaración «condenando rotundamente» los ataques, y descontando la necesidad de mayores medidas de seguridad contra los ataques terroristas en todo el mundo. Un portavoz de la Casa Blanca definió los ataques como «un atroz acto de terrorismo», mientras que la secretaria de estado de los Estados Unidos Condoleezza Rice llamó a los atentados una «gran tragedia» que mostraban «la muy difícil guerra en la que estamos luchando».

### En español
- Noticia en CNN+
- Noticia en La Crónica Archivado el 4 de marzo de 2016 en Wayback Machine.
- Noticia en El Día de Valladolid
- Información minuto a minuto vía el Blog de Rodrigo
- Noticia en Terra

- Artículos en Wikinoticias: Una serie de explosiones sacude tres hoteles en la capital de Jordania

### En inglés
- Noticia en la cadena ABC
- Noticia en la cadena Al-Jazeera
- Noticia en la cadena BBC
- Noticia en la cadena CBS
- Noticia en la cadena CNN
- Noticia en la cadena Fox News
- Noticia en el Jerusalem Post Archivado el 1 de abril de 2014 en Wayback Machine.
- Noticia en la MSNBC
- Noticia en el New York Times
- Noticia en Reuters
- Noticia en la RTÉ
- Noticia en la SBS (Australia)

- Datos: Q2474047